# WIT STUDIO
WIT STUDIO는 일본의 애니메이션 제작사다. 2012년 6월 1일 설립되었다. IG 포트의 자회사다.

## 역사
프로덕션 I.G의 기획실에서 기획 프로듀서를 맡고 있던 와다 죠지 및 나카타케 테츠야를 비롯한 동사의 제작 6과의 스태프들이 중심이 되어 2012년 6월 1일에 설립했다.
와다의 독립 의사를 당시 Production I.G 6과에서 라인 프로듀서를 맡고 있던 나카타케와 함께 회사 사장 이시카와 미츠히사에게 보고했을 때, 이시카와로부터 "회사를 만들고 싶은지, 작품을 만들고 싶은지, 어느 쪽이나?"라고 물었다. 와다가 "작품입니다"라고 대답하자, 이시카와는 "그렇다면 우리 그룹 회사로서 만들고 싶은 것을 만들면 어떨까. 업계도 엄격해지고 있기 때문에 회사에는 체력이 필요하다. 자본금도 출자하겠다."라고 제안 했다. 이렇게 와다와 나카타케는 자기자금에 출자금을 더해 기업을 만들게 되었다. 나중에 인터뷰에서 와다는 "제작에 집중할 수 있는 환경에서 퀄리티가 높은 것을 만들 수 있어 그룹회사로 출발할 수 있었던 것은, 결과적으로 굉장히 좋았다고 생각합니다"라고 말하고 있다.
설립 당초는, 애니메이션을 주로 하는 영상 제작 사업에 있어서 매력 있는 기획 개발과 수주 확대를 목표로, 파트너 기업이나 크리에이터의 영역을 넓히는 것을 목적으로 하여 설립된 Wit Studio였지만, 2013년에 TV 애니메이션 《진격의 거인》으로 첫 원청 제작을, 극장 애니메이션 영화 《하루》로 중편 영화 제작을 실시했다. 그 결과, 《진격의 거인》은 전세계에서 큰 화제작이 되어, 예년 수상의 절반 이상이 뉴 타입이 특집하는 애니메이션 작품으로 메워지는 'Newtype × 마치★아소비 애니메이션 어워드 2013'에 있어서, 작품상(TV 부문 ) ・스튜디오상 등 총 7관을 달성해, 이 이벤트로서는 이례의 수상력을 남겼다. "Newtype×마치★아소비 애니메이션 어워드 2016"에서 《갑철성의 카바네리》에서 작품상(TV부문)·스튜디오상 등 총 5관을 달성했다.
2022년 5월 30일, CloverWorks, 애니플렉스 , 슈에이샤 와의 공동 출자로 애니메이션의 기획·프로듀스 회사, 주식회사 JOEN을 설립했다.

## 제작 체제
제작 부문(프로듀서, 제작 진행, 설정 제작 등), 연출 부문, 작화 부문(원화, 동화, 디지털 동사), 마무리 부문, 미술 부문(미술 설정, 배경 미술)을 세운다.
당초는 작화를 메인으로 한 제작 체제뿐이며, 그 외의 공정은 전문 스튜디오에 발주하고 있었지만, 2022년에 배경 미술 부문을 신설했다. 미술 감독에 나가이 카즈오를 맞이하고, TV 애니메이션 《SPY×FAMILY》에서 활동을 개시하고 있다. 또, 이 회사 소속의 설정 제작 카와구치 토모미가 이 회사 제작 작품의 각 화 각본을 담당하가도 한다.
촬영, CG는 많은 작품으로 MADBOX, 아사히 프로덕션, 칩튠, T2studio 등이 담당하고 있다.
차세대 애니메이터의 육성·발굴을 목적으로 한 WIT STUDIO, 사사유리 동화 연수소, 넷플릭스의 공동 사업 'WIT 애니메이터 학원'을 개강하고 있으며, 졸업자는 업무 위탁 계약으로서 WIT STUDIO 제작의 넷플릭스 오리지널 애니메이션 작품을 중심에 애니메이터 업무에 종사하게 된다.

## 작품 목록

### TV 애니메이션
- 진격의 거인 (2013년)
- 호오즈키의 냉철 (2014년)
- 롤링☆걸스 (2015년)
- 종말의 세라프 (2015년)
- 갑철성의 카바네리 (2016년)
- 진격의 거인 (제2기) (2017년)
- 마법사의 신부 (2017년)
- 사랑은 비가 갠 뒤처럼 (2018년)
- 진격의 거인 (제3기) (2018년)
- 털뭉치 곤지로 (2019년! 공동 제작: OLM, SIGNAL.MD)
- 빈란드 사가 (2019년)
- 가루가쿠. ~세이 걸즈스퀘어 가쿠인~ (2020년, 공동 제작: OLM Team Kato)
- 그레이트 프리텐더 (2020년)
- Vivy -Fluorite Eye’s Song- (2021년)
- 임금님 랭킹 (2021년)
- 스파이 패밀리 (2022년, 공동 제작: CloverWorks)
- 오니팬! (2022년)
- 임금님 랭킹: 용기의 보물상자 (2023년)
- 인연의 알레르 (2023년, 공동 제작: SIGNAL.MD)
- 사슴 아이 어슬렁어슬렁 호시탐탐 (2024년)
- 이세계 수어사이드 스쿼드 (2024년)
- 진 사무라이전 YAIBA (2025년)
- 책벌레의 하극상 영주의 양녀 (2026년)
- 춘하추동 대행자 봄의 춤 (미정)

### 극장 애니메이션
- 하루 (2013년)
- 극장판 진격의 거인 전편 (2014년)
- 극장판 진격의 거인 후편 (2015년)
- 죽은 자의 제국 (2015년)
- 갑철성의 카바네리 총집편 전편 (2016년)
- 갑철성의 카바네리 총집편 후편 (2017년)
- 흐린 하늘에 웃다 〈외전〉 ~벚꽃, 천망의 가교~ (2017년)
- 극장판 진격의 거인 2기: 각성의 포효 (2018년)
- 극장판 포켓몬스터: 모두의 이야기 (2018년, 공동 제작: OLM)
- 갑철성의 카바네리 ~해문결전~ (2019년)
- Hello WeGo! (2019년)
- 극장판 진격의 거인 ~크로니클~ (2020년)
- 버블 (2022년)
- 극장판 스파이 패밀리 코드: 화이트 (2023년, 공동 제작:CloverWorks)

### OVA
- 진격의 거인 (2013년)
- 호오즈키의 냉철 (2015년)
- 마법사의 신부 별을 기다리는 자 (2016년)
- 바깥 나라의 소녀 (2019년)

### Web 애니메이션
- 스타폭스 ZERO The Battle Begins (2016년)
- Candy Caries (2021년)
- The Missing 8 (2021년)
- 뱀파이어 인 더 가든 (2022년)
- 눈 석이는 보라 (2022년)
- 겨울의 선물 (2023년)
- 방과후의 숨결 (2023년)
- 그레이트 프리텐더 razbliuto (2024년)
- 그림 동화 변주곡 (2024년)
- 문라이즈 (2025년)

### 게임
- 테일즈 오브 애스터리아 (2014년)
- 프린세스 커넥트! Re:Dive (2018년)
- DUEL MASTERS PLAY'S (2019년)
- 테일즈 오브 더 레이즈 라스트 크레이들 (2020년)
- 테일즈 오브 크레스토리아 (2020년)